# California (Trinidad y Tobago)
California es una localidad de Trinidad y Tobago, que forma parte de la región de Couva-Tabaquite-Talparo.

## Geografía
La localidad abarca parte de la isla Trinidad y limita al norte con Point Lisas y Brechin Castle, al sur con Dow Village, al este con Brechin Castle y al oeste con Point Lisas.

## Demografía
Datos demográficos de la localidad de California:
| Gráfica de evolución demográfica de California entre 2000 y 2011 |
|                                                                  |